# Forges de Caussanus
Les forges de Caussanus se trouvent à Bruniquel, dans le département de Tarn-et-Garonne, en France.

## Historique

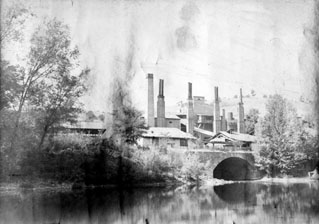
Les forges en 1889.

Les forges de Caussanus sont fondées en 1821 par Jean-Baptiste Garrigou, pour prendre la suite des forges et hauts-fourneaux de Courbeval qu'il a fondées en 1807. Il les revend rapidement à son beau-frère Augustin de Lapeyrière. 
En 1826, Lapeyrière commence la construction des forges, pour la fonte des minerais de fer de Penne et de Puycelsi, en remplacement de son usine de Courbeval. L'activité débute en 1830. Elle comprend alors deux hauts- fourneaux au charbon de bois, trois feux d'affinerie, deux laminoirs et deux fours à réverbère, trois halles à charbon, des ateliers, des logements d'ouvriers et la maison du directeur.
Par la suite, elles sont rattachées à la Compagnie du chemin de fer de Paris à Orléans, qui met en service la ligne de Lexos à Montauban-Ville-Bourbon.
Les forges sont inscrites au titre des monuments historiques en 1991.